# Han Sun-il
Han Sun-il (18 gennaio 1985) è un calciatore nordcoreano, centrocampista attualmente svincolato.

## Palmarès

### Club

#### Competizioni nazionali
- Campionato nordcoreano: 1

Pyongyang: 2005